# Alma Beatriz Rengifo
Alma Beatriz Rengifo López fue una política y abogada colombiana, militante del Partido Liberal colombiano. Fue secretaria general del Ministerio de Comercio Exterior, Ministra de justicia en Colombia y Registradora Nacional.

## Biografía
Se graduó de Abogada de la Universidad Javeriana en 1975, y en 2002 se desempeñó como Registradora Nacional. Adicionalmente, ejerció como Secretaria Jurídica de la presidencia y como Secretaria General de las carteras de Comunicaciones y Comercio Exterior. Se desempeñó como Directora Ejecutiva de la Corporación Escenarios y conferencista de postgrado en la Universidad Javeriana, dentro de la Facultad de Ciencias Jurídicas. Su carrera en el derecho se enmarcó en la consultoría en Derecho Administrativo, contratación administrativa y Derecho Comercial. 
Designada como Ministra de Justicia y del Derecho así como Ministra Delegataria en el gobierno de Ernesto Samper Pizano con funciones presidenciales, añadido a esto también ejerció el cargo de Secretaria Jurídica de la Presidencia de la República de Colombia, así como el de Subdirectora del Departamento Administrativo de la Presidencia de la República, Secretaria Jurídica ad hoc para conocer de los asuntos relacionados con los hechos ocurridos en el Palacio de Justicia tras el ataque por parte del Movimiento 19 de Abril. Delegada para la Contratación Administrativa y Asesora del Ministerio de Desarrollo.
En Caracol, Primera Cadena Radial Colombiana S.A fue Secretaria General y Jefe de la Oficina Jurídica de Telecóm. Falleció el 10 de enero de 2015.